# Ulfrid Müller
Ulfrid Müller (* 1929; † 2019) war ein deutscher Architekt und Denkmalpfleger, der sich insbesondere mit Kirchenbau und kirchlicher Denkmalpflege in Niedersachsen beschäftigte.

## Leben
Ulfrid Müller studierte Architektur an der Technischen Universität Darmstadt, wo er 1965 mit einer (nur als Typoskript veröffentlichten) Dissertation über mehrgeschossige Wehrkirchen im südlichen Niedersachsen unter dem Titel Mehrgeschossige mittelalterliche Kapellen im Bergland zwischen Weser und Leine promoviert wurde.
Schon zuvor arbeitete Müller ab 1961 als Architekt im Landeskirchlichen Amt für Bau- und Kunstpflege der Evangelisch-lutherische Landeskirche Hannovers, leitete das Amt in den Jahren 1972 bis zu seinem Ruhestand 1991.

## Schriften (Auswahl)
Zu den zahlreichen Publikationen Ulfrid Müllers, darunter Kunstführer, zählen
- Schöne Kirchen in Niedersachsen, Hannover: Schlütersche Verlagsgesellschaft, 1979, ISBN 3-87706-019-6
- Die Neustädter Hof- und Stadtkirche St. Johannis in Hannover (= Große Baudenkmäler, Heft 315), München; Berlin: Deutscher Kunstverlag, 1979
- Reformation und Kirchentag. Kirche und Laienbewegung in Hannover. Handbuch zur Ausstellung, Hannover: Historisches Museum, 1983, S. 136–148
- Das Kloster Wülfinghausen (= Große Baudenkmäler, Heft 332), München; Berlin: Deutscher Kunstverlag, 1980
- Marlis Bertram, Volker Buttler, Ulfrid Müller: St. Marien zu Isernhagen (= Kleine Kunstführer), München [u. a.]: Schnell & Steiner, 1986
- Friedrich August Ludwig Hellner. 2. 12. 1791 -2. 8. 1862. Konsistorialbaumeister im königlichen Konsistorium zu Hannover. Festschrift zur Erinnerung an seinen 200. Geburtstag, Hannover: Amt für Bau- und Kunstpflege, 1991
- The Marktkirche Hanover (= Große Baudenkmäler, Heft 351), 3. English edition, München [u. a.]: Deutscher Kunstverlag, (1996)
- Ev.-luth. Liebfrauenkirche, Neustadt am Rübenberge (= Kleine Kunstführer, Bd. 2341), 1. Auflage, Regensburg: Schnell & Steine, 1998, ISBN 3-7954-6127-8
- Die St.-Osdag-Kirche in Neustadt-Mandelsloh. Ein repräsentativer Sakralbau aus frühstaufischer Zeit, Regensburg: Schnell & Steiner, 2004, ISBN 3795415888 und ISBN 9783795415884
- Kloster Hannover-Marienwerder. Geschichte, Kultur und Kunst (= DKV-Kunstführer, Nr. 623), München [u. a.]: Deutscher Kunstverlag, 2004
- Ulrich Ahrensmeier, Ulfried Müller, Hans Otte et al.: 50 Jahre Landeskirchenamt Hannover in der Roten Reihe. 1957–2007, Hannover: Landeskirchenamt, (2007)
- Die Kirchen im Kirchspiel Heilingen. Ein Reise- und Kunstführer zu den Kirchen in Heilingen und Niederkrossen, Engerda und Beutelsdorf, Dorndorf und Rödelwitz, Schmieden und Zeutsch und zum Flügelaltar in Engerda, 1. Auflage, Heilingen: Evang.-Luther. Pfarramt Heilingen, 2008
- Ulfrid Müller (Text), Ulrich Ahrensmeier, Historisches Museum Hannover (Abb.): Die Schloss- und Stadtkirche St. Crucis (Kreuzkirche) in Hannover: 675 Jahre Kreuzkirche 1333 - 2008 (= DKB Kunstführer, Nr. 373), 2., neu bearbeitete Auflage, München [u. a.]: Deutscher Kunstverlag, 2008, ISBN 978-3-422-02156-3
- Die Tafelbilder auf den Flügeln der spätgotischen Marienaltäre im Landkreis Saalfeld-Rudolstadt, Vorentwurf, Garbsen: Müller, 2011
- Die Ev.-luth. Klosterkirche St. Marien in Lilienthal, 1. Auflage, Garbsen, Müller, 2012
- In welchem Styl sollen wir bauen? Stilvielfalt im lutherischen Kirchenbau im Königreich Hannover zwischen 1814 und 1866, Garbsen, 2014
- Die neuen Kirchengemeinden und ihre Kirchenbauten. Die Zeit von 1859 – 1949 in Waldemar R. Röhrbein (Hrsg.): als Herausgeber:
- Ulfrid Müller Die Kirchen und Kapellen in der Gemeinde Kalefeld. Ein Reise- und Kunstführer zu den Kirchen und Kapellen in Dögerode, Düderode, Eboldshausen, Echte, Kalefeld, Oldenrode, Oldershausen, Sebexen, Weißenwasser, Westerhof, Wiershausen, Willershausen und zu den Pfarrhäusern in Düderode und Willershausen, hrsg. in Kooperation mit den Heimatvereinen in der Gemeinde Kalefeld in Zusammenarbeit mit den Kirchengemeinden, 1. Auflage,  	Garbsen, Ulfrid Müller, 2011; Inhaltsverzeichnis